# Kobyła (Góry Bialskie)
Kobyła – szczyt o wysokości 936 m n.p.m., w południowo-zachodniej Polsce w Górach Bialskich w Sudetach Wschodnich.

## Położenie
Wzniesienie położone, w północnej części Gór Bialskich w Sudetach Wschodnich, około 2,1 km, na południowy wschód od południowej granicy Nowego Gierałtowa i 1,2  km na północny zachód od wzniesienia Płoska.

## Fizjografia
Wzniesienie o zróżnicowanych zboczach i niewielkim kopulastym szczycie. Charakteryzujące się wyraźnie podkreślonymi zboczami, regularną rzeźbą i urozmaiconym ukształtowaniem. Całe wzniesienie położone jest na obszarze Śnieżnickiego Parku Krajobrazowego. Wyrasta w grzbiecie odchodzącym od Płoski w kierunku północno-zachodnim. Wzniesienie ma postać wydłużonej kopuły na kierunku (NW-SE), o wyraźnie podkreślonej części szczytowej i dość stromo opadających zboczach: północno-wschodnim i południowo-zachodnim. Północno-zachodnie zbocze wąskim, prawie płaskim pasem grzbietowym minimalnie opada w stronę niewielkiego bezimiennego siodła, przechodząc w zbocze niższego o 16 m bliźniaczego wzniesienia Gierałtowska Kopa. Wzniesienie od sąsiednich wzniesień wyraźnie wydzielają dobrze wykształcone erozyjne doliny górskich potoków: od wschodu od wzniesień Gór Złotych oddzielone jest doliną  Białej Lądeckiej, od zachodu i południa wzniesienie wydziela dolina potoku Tylnik  a od  bliźniaczego wzniesienia Gierałtowska Kopa oddzielone jest niewielkim bezimiennym siodłem. Wschodnim i zachodnim zboczem trawersują drogi leśne i ścieżki. Położenie wzniesienia, kształt i wyraźnie podkreślona część szczytowa czynią wzniesienie rozpoznawalnym w terenie.

## Budowa
Wzniesienie w całości zbudowane ze skał metamorficznych łupków łyszczykowych i gnejsów gierałtowskich. Szczyt i zbocza wzniesienia pokrywa niewielkiej grubości warstwa młodszych osadów glin, żwirów, piasków i lessów z okresu zlodowaceń plejstoceńskich i osadów powstałych w chłodnym, peryglacjalnym klimacie.

## Roślinność
Wzniesienie w całości porośnięte monokulturowym lasem świerkowym regla dolnego. Wzniesienie pod koniec XX wieku dotknęły zniszczenia wywołane katastrofą ekologiczną w Sudetach obecnie w miejscach częściowo zniszczonego drzewostanu porasta świerkowy młodnik.

## Turystyka
Przez szczyt wzniesienia nie prowadzi szlak turystyczny.
Południowo-zachodnim podnóżem wzdłuż Czarnego Zbocza prowadzi szlak turystyczny
- pieszy – prowadzący z Przełęcz Gierałtowską, przez Nowy Gierałtów na Przełęcz Suchą